# Hesperoctenes fumarius
Hesperoctenes fumarius är en insektsart som först beskrevs av John Obadiah Westwood 1874.  Hesperoctenes fumarius ingår i släktet Hesperoctenes och familjen Polyctenidae. Inga underarter finns listade i Catalogue of Life.